# Возвращение Василия Бортникова
«Возвращение Василия Бортникова» — советский художественный фильм 1953 года по мотивам романа Галины Николаевой «Жатва». Вышел на экраны 23 марта 1953 года. Фильм стал последней работой Всеволода Пудовкина, который скончался через три месяца после его выхода.
Фильм восстановлен в 1974 году.

## Сюжет
После контузии, пролежав несколько лет в госпитале, Василий вернулся в колхоз, где прежде был председателем. Считая его погибшим, жена переживала потерю мужа, однако тяжёлые годы и долгая искренняя любовь механика МТС стали оправданием для неё, когда она решила привести нового мужа в свой дом. Возвращение Василия было трудным для всех. Вновь избранный председателем колхоза, он целиком отдал себя труду. А затем состоялось и его возвращение в родную семью.

## В ролях
- Сергей Лукьянов — Василий Кузьмич Бортников, председатель колхоза им. 1-го Мая
- Наталья Медведева — Авдотья Тихоновна, его жена
- Николай Тимофеев — Степан Никитич Мохов, механик в МТС
- Анатолий Чемодуров — Борис Петрович Чеканов, секретарь райкома
- Инна Макарова — Фроська Блинова
- Анатолий Игнатьев — Павел, бригадир
- Всеволод Санаев — Кантауров, директор МТС
- Клара Лучко — Наталья Алексеевна Дубко, главный инженер МТС
- Галина Степанова — Татьяна Тимофеевна Большакова, секретарь парторганизации
- Нонна Мордюкова — Настя Огородникова, трактористка
- Николай Добронравов — Серёжа, комсомольский секретарь
- Николай Шамин — Кузьма Васильевич, отец Бортникова
- Андрей Петров — Витя-моряк, диспетчер
- Мария Яроцкая — бабушка Василиса
- Владимир Колчин — Буянов, электрик сельской гидростанции
- Данута Столярская — Граня
- Василий Харлашин — Михеич, колхозник
- Пётр Кирюткин — бухгалтер (нет в титрах)
- Александра Данилова — Прасковья (нет в титрах)
- Маргарита Жарова — Надежда Петровна, секретарша в райкоме (нет в титрах)
- Константин Нассонов — профессор Толстых (нет в титрах)
- Александр Толстых — эпизод (нет в титрах)

## Съёмочная группа
- Режиссёр-постановщики: Всеволод Пудовкин
- Авторы сценария: Галина Николаева, Евгений Габрилович
- Оператор-постановщик: Сергей Урусевский
- Художники-постановщики: Борис Чеботарёв, Абрам Фрейдин
- Композитор: Кирилл Молчанов
- Звукорежиссёр: Владимир Богданкевич